# Alexander Mackenzie
|  | Aquest article tracta sobre l'explorador escocès del Canadà. Vegeu-ne altres significats a «Alexander Mackenzie (desambiguació)». |

Sir Alexander MacKenzie (Stornoway, illa de Lewis, Hèbrides Exteriors, Escòcia, 1764 - Mulinearn, prop de Dunkeld, Escòcia, 1 de març de 1820) va ser un explorador del Canadà d'origen escocès. Va ser el primer europeu que va travessar Amèrica del Nord.

## Biografia
MacKenzie va néixer a Stornoway, a l'Illa de Lewis, a les Hèbrides Exteriors, Escòcia. El 1774 la seva família es va mudar a Nova York, i després a Mont-real el 1776, durant la Guerra de la Independència dels Estats Units. El 1779 va obtenir una feina per la Companyia del Nord-oest, en nom de la qual va viatjar al llac Athabasca i va fundar Fort Chipewyan el 1788. Més endavant va ser enviat a fi de reemplaçar Peter Pond, un dels socis fundadors de la Companyia del Nord-oest a la regió del riu Peace i el riu Athabasca. Per Pond va saber que els natius esmentaven que els rius locals fluïen cap a un gran riu que anava en direcció nord-oest. A partir d'aquesta informació va viatjar amb canoa cap al nord fins que el 10 de juliol de 1789 va descobrir el riu que ara porta el seu nom, el riu Mackenzie, el qual va descendir fins a la seva desembocadura amb l'esperança de trobar el pas del Nord-oest que el portés a l'oceà Pacífic. Tot i haver arribat a l'oceà Àrtic va nomenar el riu com a «riu Decepció» («Disappointment River"), ja que aquest no el duia fins a la badia de Cook a Alaska, com havia esperat. Més tard el riu fou reanomenat en honor seu.

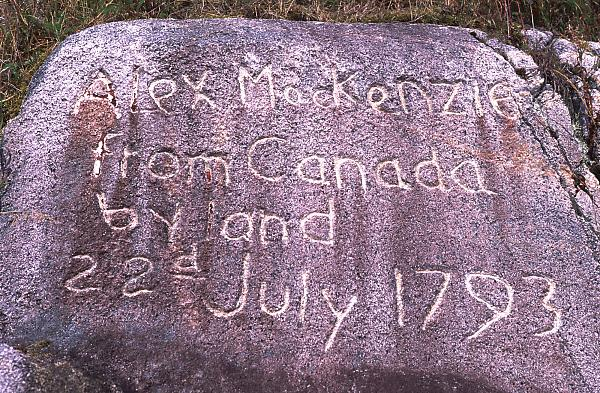
Inscripció del punt final del viatge d'Alexander Mackenzie creuant el Canadà.

El 1791 va tornar al Regne Unit per estudiar els nous avenços en la determinació de la longitud. El 1792 va emprendre un nou viatge per trobar la ruta del Pacífic. Acompanyat per guies natius, «voyageurs» francesos i un gos anomenat "Our dog" Mackenzie va deixar Fort Fork seguint la ruta del riu Peace. Va travessar la divisòria continental estatunidenca i va arribar als trams superiors del riu Fraser, però va ser advertit pels nadius que el curs inferior del riu era innavegable i estava poblat per tribus bel·ligerants. En canvi l'aconsellaren perquè seguís una ruta comercial establerta ascendint pel riu Road West, creuant les muntanyes de la Costa i baixant pel riu Bella Coola fins al mar. Va seguir aquest consell i va arribar a la costa del Pacífic el 20 de juliol de 1793, a Bella Coola, a l'actual Colúmbia Britànica. D'aquesta manera va completar el primer viatge transcontinental del qual es té constància realitzat per un occidental més al nord de Mèxic. Per 48 dies no es va trobar a Bella Coola, sense ell saber-ho, amb George Vancouver. Va voler continuar cap a l'oest en un aparent desig de trobar l'oceà obert, però va haver de tornar a causa de l'hostilitat dels nuxálks, que recelaven dels europeus, després de diverses trobades negatives amb comerciants de pells marines.
En aquest punt, el més occidental al qual va arribar el 22 de juliol de 1793, envoltat per la canoes de guerra nuxálks va deixar escrit sobre una roca el seu nom i data. A la roca, prop de l'aigua del Canal de Dean, encara poden llegir-se les seves paraules, enregistrades de forma permanent més endavant per a la posteritat per experts
Per les seves gestes MacKenzie va ser nomenat cavaller el 1802, i va ser elegit diputat per Huntingdon (1804-1808) a la Cambra de l'Assemblea del Baix-Canadà. No va participar més que en la primera sessió parlamentària i va donar suport al partit dels buròcrates.
El 1812 es va casar i va tornar a Escòcia. Mackenzie va morir el 1820 per la malaltia de Bright. Està enterrat a Avoch, Ross and Cromarty, Escòcia.